# Knud Børge Martinsen
Knud Børge Martinsen (30 de noviembre de 1905 - 25 de junio de 1949) fue un oficial danés y el tercer comandante del Frikorps Danmark.

## Biografía
Knud Børge Martinsen nació en Sandved en 1905, hijo del sastre Hans Kristian Martinsen y de su esposa Ottilia Marie Poulsen. Se hizo soldado en 1928. Con solo diez años de servicio era oficial con el rango de Teniente Capitán. En 1940 asistió al curso del estado mayor en el Palacio de Frederiksberg y tenía ante sí una prometedora carrera.
La ocupación de Dinamarca el 9 de abril de 1940 fue un gran choque para él, pero el 26 de abril de 1940 ingresó en el Partido Nacionalsocialista Obrero Danés (DNSAP) y participó en varias manifestaciones con su uniforme, lo que terminó en sus papeles militares y le impidieron seguir avanzando en su carrera. Martinsen entonces renunció y se unió a las Waffen-SS y comandó la 2.ª compañía del Frikorps Danmark a las órdenes de Christian Peder Kryssing y la 4.ª compañía a las órdenes de Christian Frederik von Schalburg. En realidad Martinsen fue comandante temporalmente del Frikorps Danmark entre la renuncia de Kryssing y el nombramiento de von Schalburg.
Martinsen fue de nuevo temporalmente comandante entre la muerte de von Schalburg y el nombramiento de Hans-Albert von Lettow-Vorbeck. Cuando Lettow-Vorbeck fue muerto solo dos días después de su nombramiento, Martinsen asumió el mando y permaneció como comandante hasta la disolución del Frikorps Danmark el 20 de mayo de 1943. Junto con la mayor parte del Frikorps Danmark fue transferido al Regimiento N.º 24 de Granaderos Panzer SS subordinado a la 11.ª División de Voluntarios SS Nordland.
El 28 de julio de 1943 Martinsen abandonó su mando y retornó a Dinamarca para fundar y comandar el Cuerpo Schalburg como unidad de reclutamiento de las Waffen-SS. En octubre de 1944 Martinsen fue relevado de su puesto y posteriormente fue arrestado y encarcelado en una prisión de la Gestapo en Berlín. Después fue transferido al Sicherheitsdienst (SD) de donde escapó y retornó a Dinamarca.
El 5 de mayo de 1945 Martinsen fue arrestado en su casa por su participación en el Cuerpo Schalburg y por dos asesinatos. Uno de los asesinatos era el fusilamiento en marzo de 1944 en los cuarteles generales del Cuerpo Schalburg de un compañero miembro, Fritz Henning Tonnies von Eggers, quien Martinsen creía que había cometido adulterio con su esposa.
Fue sentenciado a muerte el 25 de junio de 1949 a las 01:00 y ejecutado por un pelotón de fusilamiento en Copenhague.

## Ascensos
Fechas de ascensos:
| Rango                  | Componente          | Fecha                  |
| ---------------------- | ------------------- | ---------------------- |
| Teniente Primero       | Ejército Real Danés | 1 de noviembre de 1933 |
| Teniente Capitán       | Ejército Real Danés | 1 de abril de 1939     |
| SS-Hauptsturmführer    | Waffen-SS           | 1 de mayo de 1942      |
| SS-Sturmbannführer     | Waffen-SS           | 21 de junio de 1942    |
| SS-Obersturmbannführer | Waffen-SS           | 18 de febrero de 1943  |